# Thuidium chloropsis
Thuidium chloropsis là một loài Rêu trong họ Thuidiaceae. Loài này được (Müll. Hal.) Paris miêu tả khoa học đầu tiên năm 1898.